# Розамунд Пайк
Розамунд Пайк (на английски: Rosamund Pike) е британска актриса., носителка на наградите „Златен глобус“ и „Еми“, номинирана за наградите на Американската филмова академия („Оскар“) и на Британска академия за филмово и телевизионно изкуство („BAFTA“) за най-добра актриса.

## Биография
Розамунд Мери Елън Пайк е родена на 27 януари 1979 г. в Лондон. Тя е единственото дете в семейството на оперните певци Джулиан и Каролайн Пайк. Като дете пътува много из Европа благодарение на работата на родителите си. Посещава Badminton School в Бристол, което през 2008 г. е класирано на трето място в топ 1000 училища на „Файненшъл таймс“. На 16-годишна възраст е приета в известния „Народен младежки театър“, където играе три сезона. Най-значимата ѝ роля в този театър е Жулиета в пиесата „Ромео и Жулиета“.
Преди приемането ѝ в колежа „Уодъм“ към Оксфордския университет, където учи английска литература, участва в кастинга на проект, който по това време не е реализиран. Година по-късно получава покана да се върне на прослушване и получава ролята на лейди Хариет във филма на Би Би Си „Съпруги и дъщери“, в който нейни партньори са Майкъл Гамбон, Франческа Анис и Бил Патерсън.
Докато учи в „Уодъм“ участва в няколко студентски театрални постановки, играе в пиесите Skylight на Дейвид Хеър и All My Sons на Артър Милър в местния театър Oxford Playhouse и осъществява турне с постановката на студентския театър „Укротяване на опърничавата“. Малко преди да се дипломира участва в телевизионния филм A Rather English Marriage заедно с Том Кортни и Албърт Фини. Розамунд прекарва девет месеца в снимките на филма, преди да се върне в Оксфорд, за да завърши образованието си и да изиграе последната си роля в Oxford Playhouse – на Дейзи в пиесата на Йожен Йонеско „Носорог“.
През следващите летни ваканции прекарва десет седмици в снимките на филма „Любов в студен климат“, базиран на произведенията на Нанси Митфорд. Нейни партньори са Алън Бейтс, Шийла Гиш, Чели Имри, Джон Стандинг и Антъни Андрюс. По това време играе и на сцена – в пиесата на Дейвид Мер Skylight, режисирана от Джеймс Роган, в която изпълнява ролята на Кира.
През 2001 г. завършва обучението си с бакалавърска степен, след което се концентрира върху актьорската си кариера.
Докато следва в Оксфорд, Пайк има връзка с актьора Саймън Уудс. Двамата си партнират на екрана във филма „Гордост и предразсъдъци“. По-късно се сгодява за режисьора Джо Райт, но двамата се разделят през 2008 г.
От 2009 г. Пайк има връзка с бизнесмена и математик Роби Униаке. Двойката има двама синове – Соло (роден 2012 г.) и Атом (роден 2014 г.)

## Частична филмография
- 2002 – „Не умирай днес“ (Die Another Day)
- 2004 – „Развратникът“ (The Libertine)
- 2005 – „Гордост и предразсъдъци“ (Pride & Prejudice)
- 2005 – „Doom“
- 2007 – „Пропукване“ (Fracture)
- 2009 – „Съзряване“ (An Education)
- 2009 – „Двойници“ (Surrogates)
- 2010 – „Версията на Барни“ (Barney's Version)
- 2011 – „Джони Инглиш се завръща“ (Johnny English Reborn)
- 2011 – „Силна година“ (The Big Year)
- 2012 – „Гневът на титаните“ (Wrath of the Titans)
- 2012 – „Джак Ричър“ (Jack Reacher)
- 2013 – „Краят на света“ (The World's End)
- 2014 – „Хектор и търсенето на щастието“ (Hector and the Search of Happiness)
- 2014 – „Голямото скачане“ (A Long Way Down)
- 2014 – „Не казвай сбогом“ (Gone Girl)